# 杰·曼紐爾
傑·曼紐爾（英語：Jay Manuel，1972年8月14日—）美國加拿大人化妝師、《加拿大模特兒新秀大賽》第二季的主持人、《全美超級模特兒新秀大賽》的重要人物，他從第一季開始已在節目工作。

## 工作
從第一季的《全美超級模特兒新秀大賽》，他已任比賽的相片導拍至今。
他分別在2007年及2009年擔任《加拿大模特兒新秀大賽》第二、三季的主持人及首席評判。

## 外部連結
- JayManuel.com （页面存档备份，存于）
- Jay Manuel Interview for Canada's Next Top Model, cycle 3